# Borussia Düsseldorf
Le Borussia Düsseldorf est un club allemand de tennis de table créé en 1949. Le club est quadruple champion d'Allemagne et sextuple vainqueur en titre de la Ligue des champions.

## Effectif 2012/2013
- Timo Boll : n°7 mondial
- Patrick Baum : n°30 mondial
- Christian Süss : n°34 mondial
- Ricardo Walther : n°183 mondial

## Effectif 2024/2025
- Anton Källberg
- Dang Qiu
- Timo Boll
- Kay Stumper
- Borgar Haug,

## Palmarès
- Ligue des champions (7)
  - Vainqueur en 2000, 2009, 2010, 2011, 2018, 2021, 2022
  - Finaliste en 1999, 2015, 2017, 2023, 2024, 2025

- Coupe des Clubs Champions (6)
  - Vainqueur en 1989, 1991, 1992, 1993, 1997 et 1998
  - Finaliste en 1979, 1983 et 1994

- ETTU Cup (4)
  - Vainqueur en 1987, 1995, 2007 et 2012
  - Finaliste en 1986 et 2004

- Championnat d'Allemagne (34)
  - Champion en 1961, 1969, 1970, 1971, 1974, 1975, 1978, 1979, 1980, 1981, 1982, 1986, 1988, 1990, 1992, 1993, 1995, 1996, 1998, 2003, 2008, 2009, 2010, 2011, 2012, 2014, 2015, 2016, 2017, 2018, 2021, 2022, 2023, 2024.
- Coupes d'Allemagne (28)
  - Vainqueur en 1970, 1971, 1974, 1975, 1978, 1979, 1982, 1984, 1988, 1990, 1991, 1994, 1995, 1996, 1997, 1999, 2000, 2008, 2010, 2011, 2013, 2014, 2015, 2016 ,2017, 2018, 2021 et 2024.

## Parcours du club
| Année | Championnat | Coupe d'Allemagne | Coupe d'Europe                                       |
| ----- | ----------- | ----------------- | ---------------------------------------------------- |
| 2018  | Champion    | Vainqueur         | Vainqueur de la Ligue des champions                  |
| 2017  | Champion    | Vainqueur         | Finaliste de la Ligue des champions                  |
| 2016  | Champion    | Vainqueur         | -                                                    |
| 2015  | Champion    | Vainqueur         | Finaliste de la Ligue des champions                  |
| 2014  | Champion    | Vainqueur         | -                                                    |
| 2013  | -           | Vainqueur         | -                                                    |
| 2012  | Champion    | Demi-finaliste    | Finaliste de l'ETTU Cup (reversé de l'ECL)           |
| 2011  | Champion    | Vainqueur         | Vainqueur de la Ligue des champions                  |
| 2010  | Champion    | Vainqueur         | Vainqueur de la Ligue des champions                  |
| 2009  | Champion    | -                 | Vainqueur de la Ligue des champions                  |
| 2008  | Champion    | Vainqueur         | Demi-finaliste de la Ligue des champions             |
| 2007  | -           | -                 | Vainqueur de l'ETTU Cup                              |
| 2006  | -           | -                 | Quart des finaliste de la Ligue des champions        |
| 2005  | -           | -                 | Éliminé en phase de poules de la Ligue des champions |
| 2004  | -           | -                 | Finaliste de la Coupe d'Europe Nancy-Evans           |
| 2003  | Champion    | -                 | Éliminé en phase de poules de la Ligue des champions |
| 2002  | -           | -                 | Demi-finaliste de la Ligue des champions             |
| 2001  | -           | -                 | Éliminé en phase de poules de la Ligue des champions |
| 2000  | -           | Vainqueur         | Vainqueur de la Ligue des champions                  |
| 1999  | -           | Vainqueur         | Finaliste de la Ligue des champions                  |
| 1998  | Champion    | -                 | Vainqueur de la Coupe des Clubs Champions            |
| 1997  | -           | Vainqueur         | Vainqueur de la Coupe des Clubs Champions            |
| 1996  | Champion    | Vainqueur         | -                                                    |
| 1995  | Champion    | Vainqueur         | Vainqueur de la Coupe d'Europe Nancy-Evans           |
| 1994  | -           | Vainqueur         | Finaliste de la Coupe des Clubs Champions            |
| 1993  | -           | -                 | Vainqueur de la Coupe des Clubs Champions            |
| 1992  | -           | -                 | Vainqueur de la Coupe des Clubs Champions            |
| 1991  | -           | -                 | Vainqueur de la Coupe des Clubs Champions            |
| 1990  | -           | -                 | Demi-finaliste de la Coupe des Clubs Champions       |
| 1989  | -           | -                 | Vainqueur de la Coupe des Clubs Champions            |
| 1988  | Champion    | -                 | -                                                    |